# Nicolaaskerk (Nijland)
De Nicolaaskerk is een kerkgebouw in Nijland in de Nederlandse provincie Friesland.

## Beschrijving
De kerk, oorspronkelijk gewijd aan Nicolaas van Myra, staat op een omgracht kerkhof. De eenbeukige kerk heeft een toren uit de 13e eeuw met een ingesnoerde spits. Het schip met steunberen en vijfzijdige koorsluiting werd in de 16e eeuw gebouwd met delen van de voorganger. De ingang aan de zuidzijde heeft een fronton uit 1664 (Anno MDCLXIV) met een hoofdgestel gedragen door twee consoles met wapenschilden en een engelenkopje. De kerk en het omgracht kerkhof zijn rijksmonumenten.
De gebeeldhouwde kraagstenen in het koor zijn voorzien van een ster, een lelie en het wapen Hottinga. In 1862 werd de opening tussen koorhek en het gewelf dichtgemaakt. Het interieur wordt gedekt door een stucgewelf uit 1872 naar een ontwerp van A.Breunissen-Troost. Hierachter gaat een houten tongewelf schuil. De preekstoel (1659) heeft de inscriptie S.P.Q.N. Senatus Populus Que Nova Terra (bestuur en bevolking van Nijland). Het doopvont (17e eeuw) staat op een stander uit 1968. Het doophek werd in 1968 verwijderd. Het orgel uit 1840 is gemaakt door Willem van Gruisen.

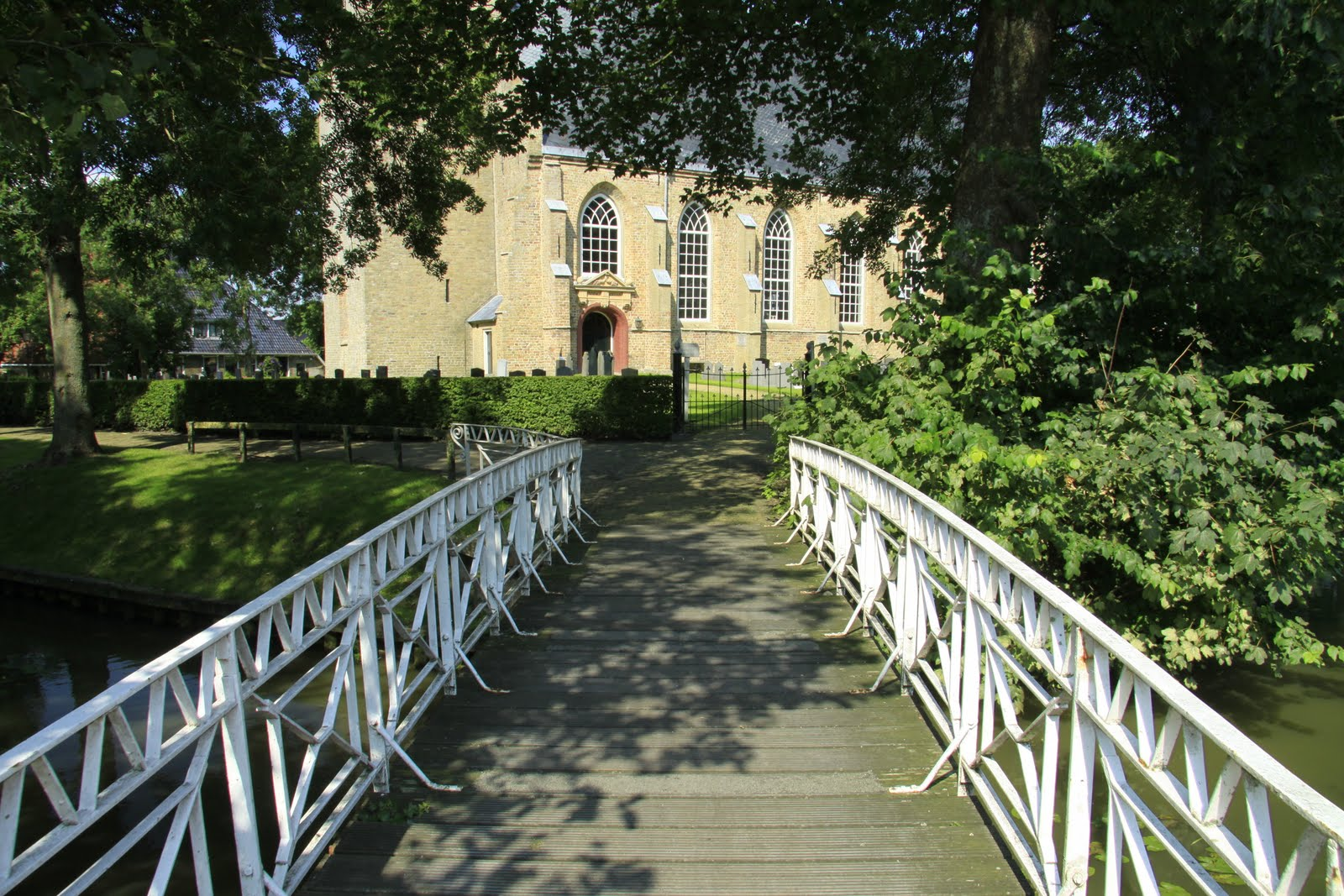
Brug, gracht en kerk
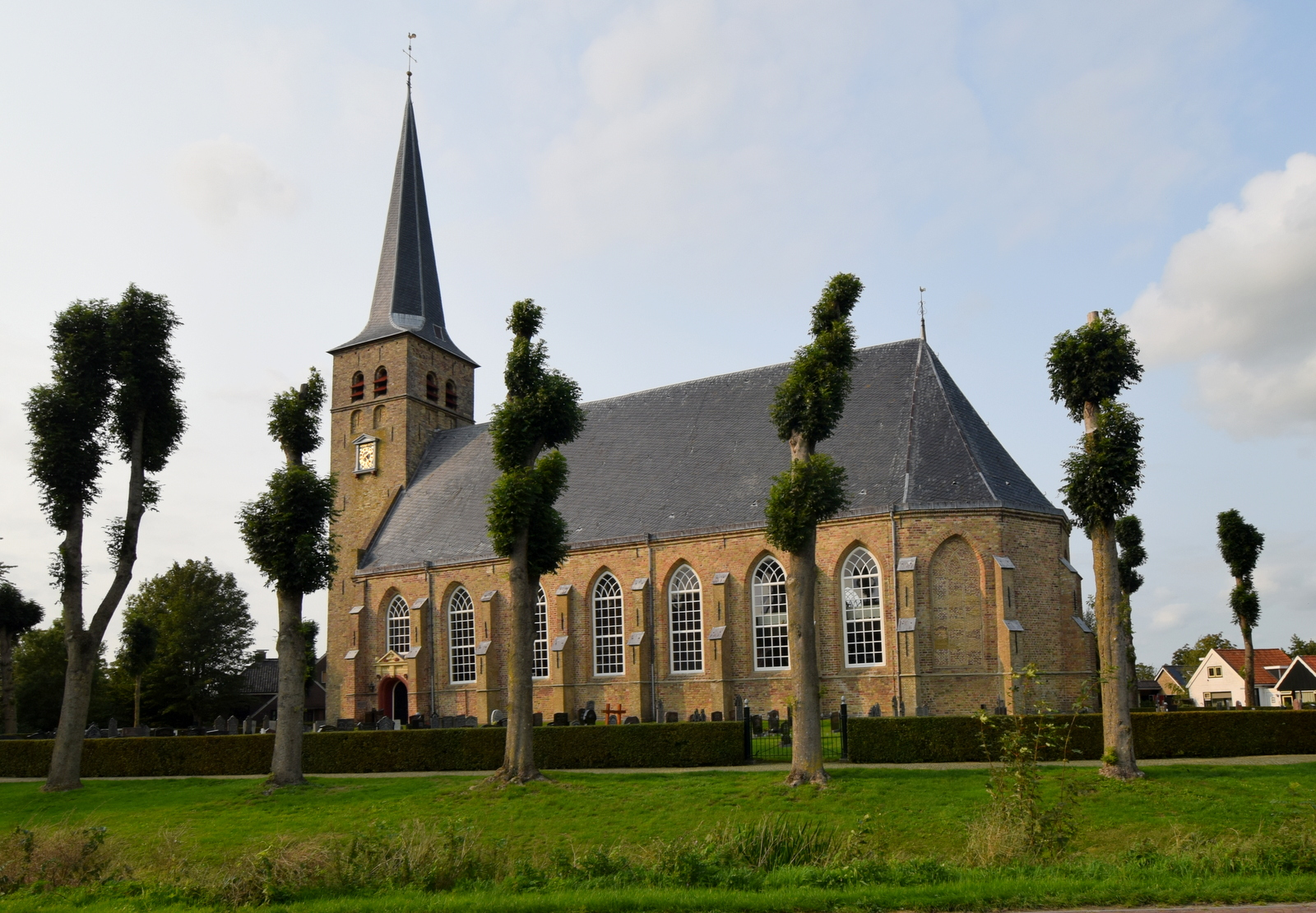
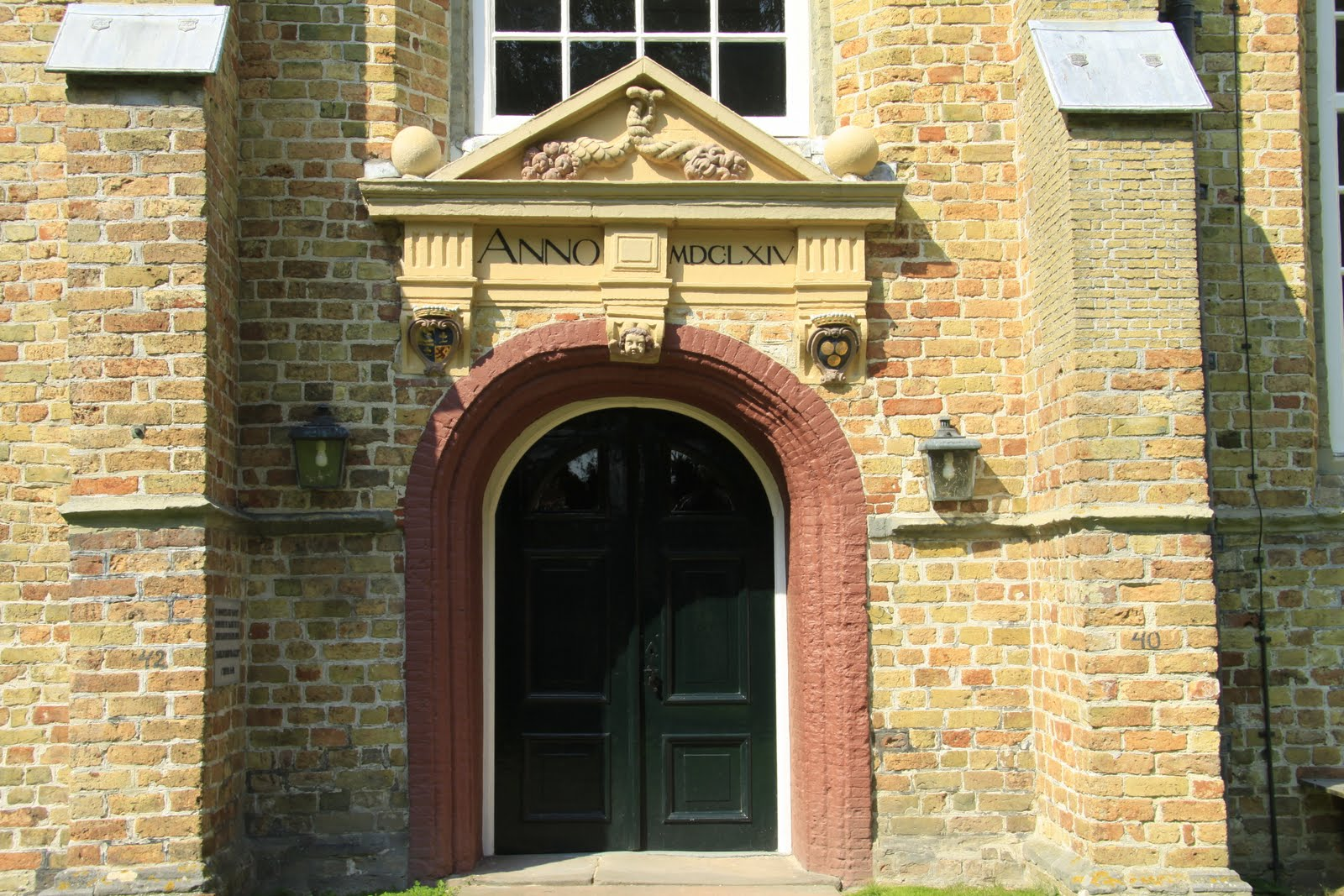
Ingang
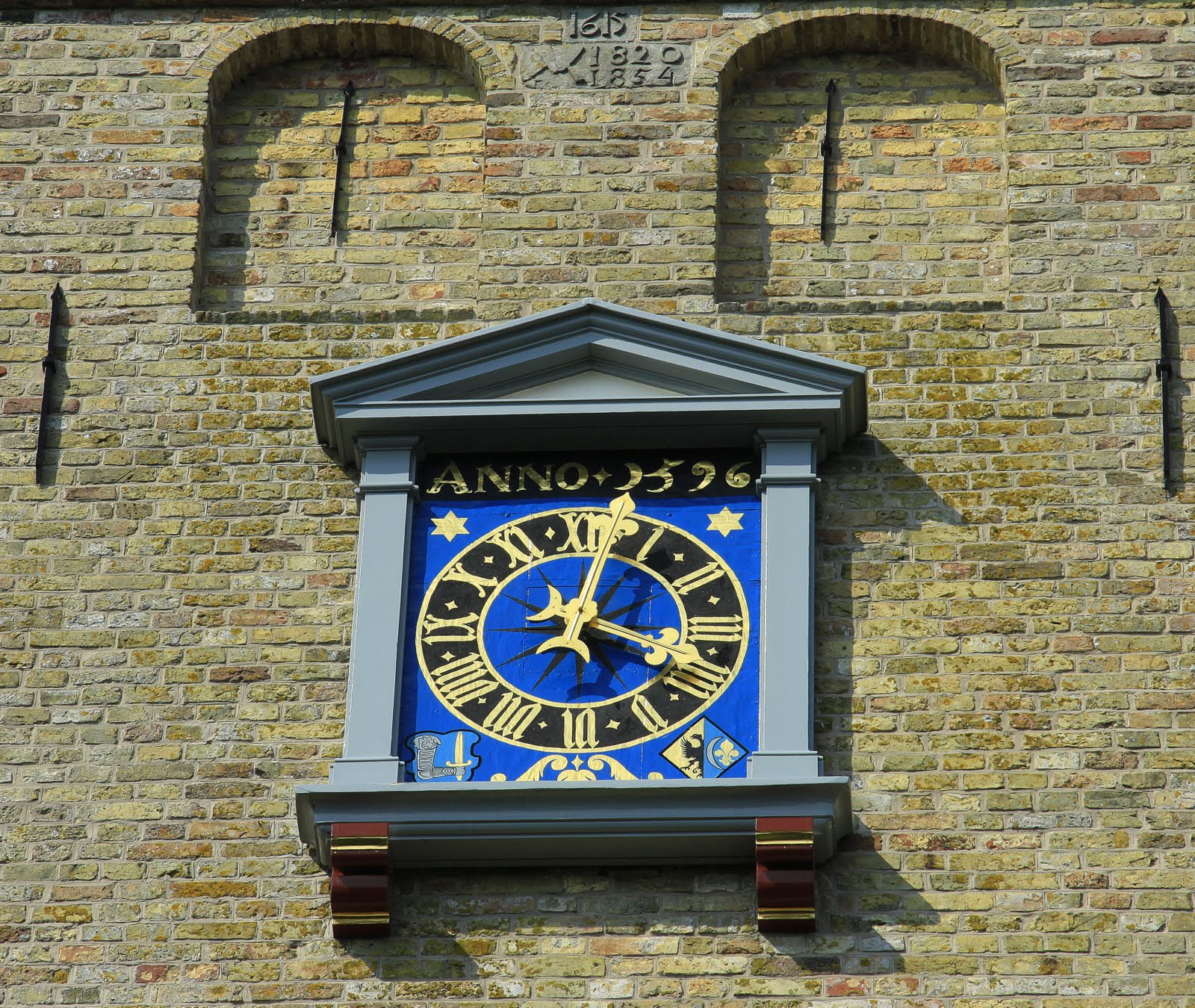
Klok
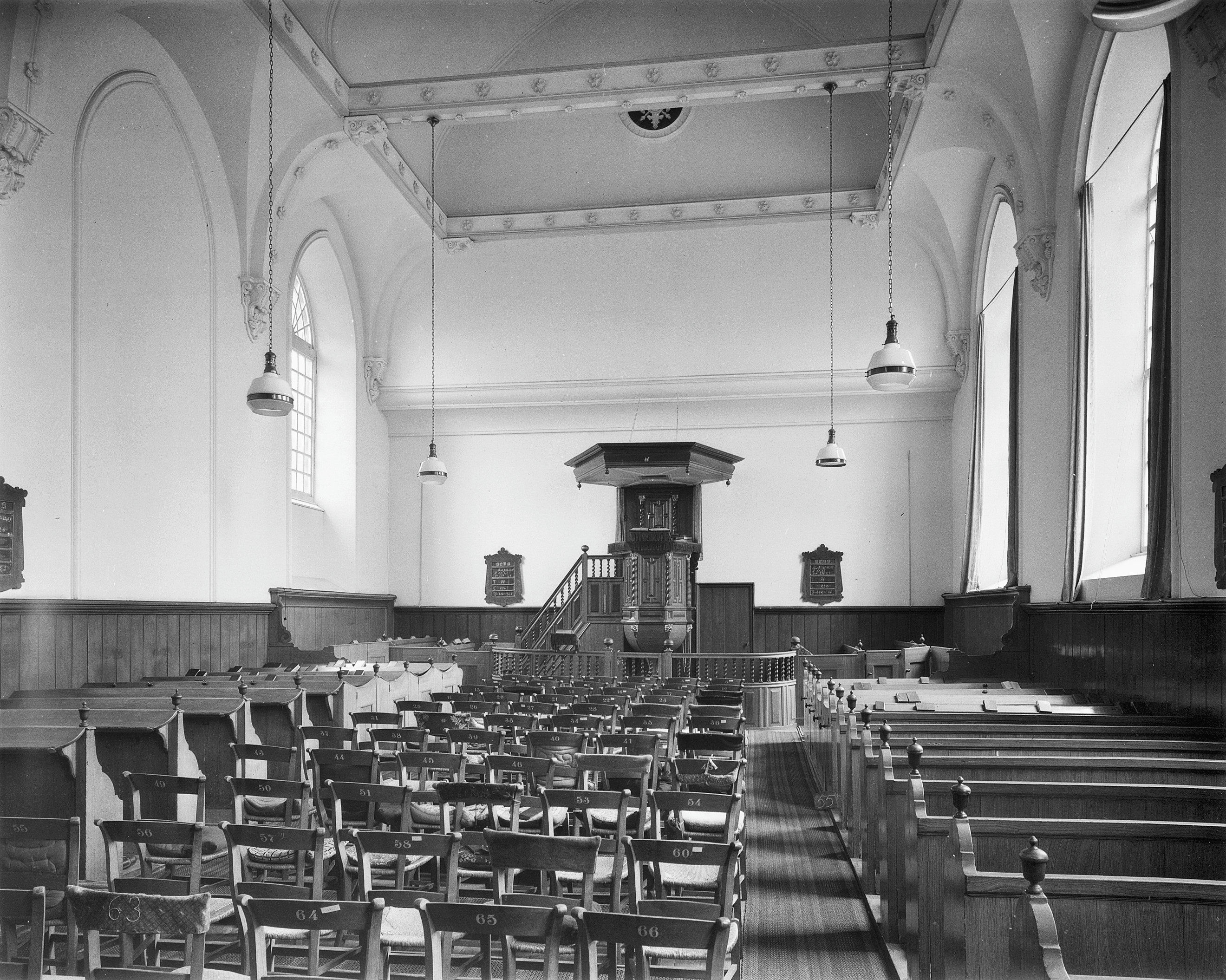
Interieur met preekstoel (1959)